# Cegelnica
Cegelnica este o localitate din comuna Naklo, Slovenia, cu o populație de 305 locuitori.